# 새호리기

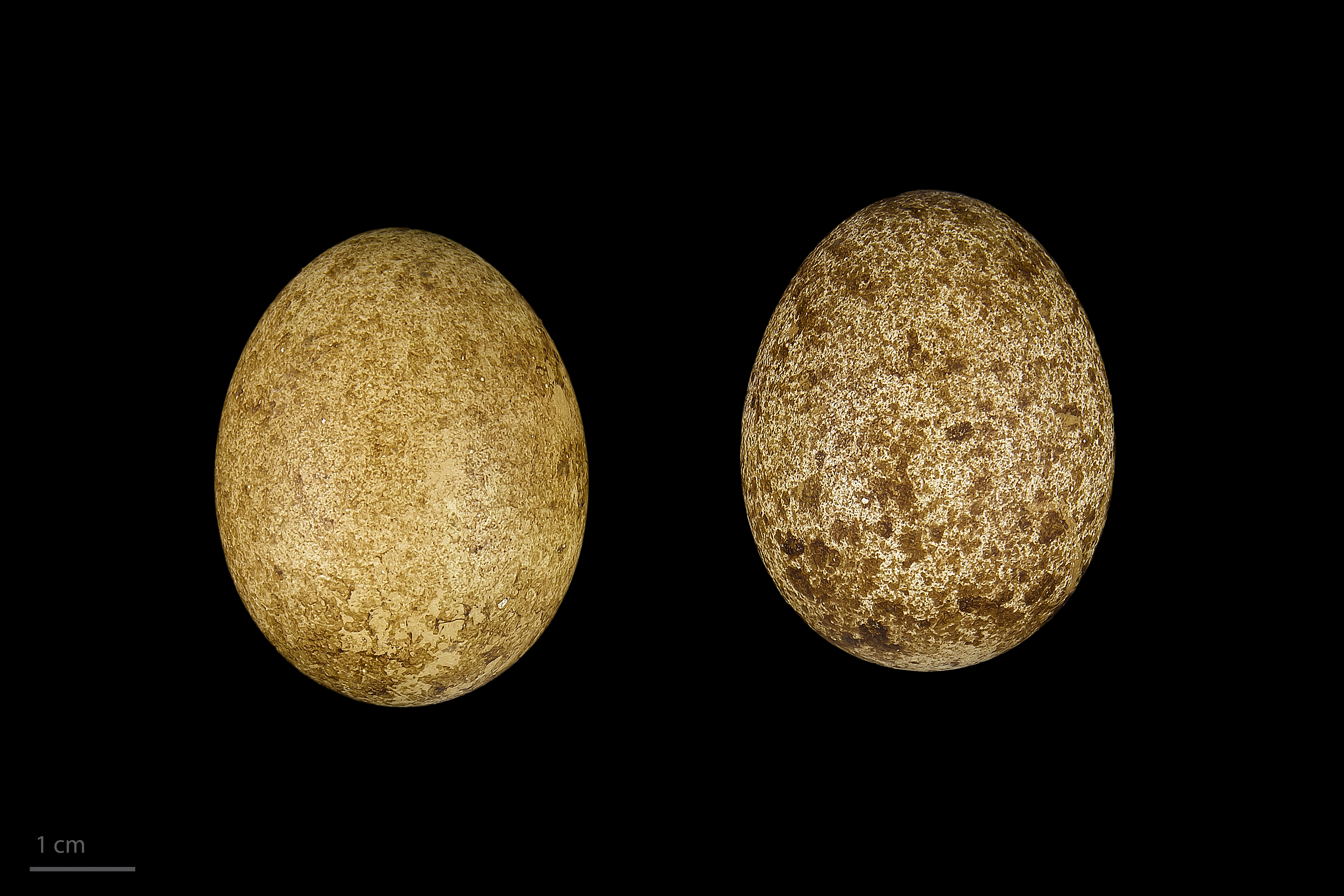
Falco subbuteo

새호리기(hobby)는 매과에 속하며 학명은 Falco subbuteo이다. 몸길이 31-35cm이다. 등은 회색이고, 머리 위와 뺨은 검은색이다. 배에 검은색 세로줄무늬가 있으며, 아랫배는 밤색이다. 날개는 길고 끝이 뾰족하며, 비행술이 뛰어나다. 주로 혼자서 생활하며, 작은 새를 공격할 때는 하늘에서 날개를 접고 급강하하여 잡는다. 산이나 들에 살며 번식은 주로 나무 위에 있는 다른 새의 둥지를 이용해서 한다. 산란기는 5-6월인데 암컷은 2-3개의 알을 낳으며, 알은 황갈색 바탕에 갈색 얼룩무늬가 있다. 알은 품은 지 28일이면 부화하고, 알에서 나온 새끼는 28-32일 뒤 둥지를 떠난다. 작은 새나 곤충을 잡아먹는다. 한국·유럽·아프리카·러시아·중국·일본 등지에 분포한다. 한국에서는 드문 텃새이자 봄가을에 드물게 볼 수 있는 나그네새이다.
대한민국에서는 멸종위기 야생생물 Ⅱ급으로 지정하여 보고하고 있다.